# Сборная Южной Осетии по футболу
Сборная Южной Осетии по футболу — футбольная сборная, представляющая Южную Осетию на соревнованиях среди непризнанных сборных, не входящих в ФИФА и региональные конфедерации. Команда не входит ни в ФИФА, ни в УЕФА, однако является членом ConIFA, AMF и UEF. Сборная дебютировала на чемпионате мира ConIFA 2014 года, где заняла 4-е место, а на чемпионате Европы заняла 8-е место; в 2019 году выиграла чемпионат Европы ConIFA. В сборной играют как граждане Южной Осетии, так и граждане Российской Федерации, проживающие в Северной Осетии.

## История
Федерация футбола Южной Осетии образована в 1997 году. Президент — Алан Джиоев. В 2010 году Южная Осетия дебютировала на чемпионате Европы по футзалу, став 7-й на турнире, а в 2012 году заняла 8-е место. В 2011 году на чемпионате мира она стала 13-й. 23 сентября 2013 года в Сухуме состоялся исторический матч сборных Южной Осетии и Абхазии: абхазы победили 3:0. В январе 2014 года Южная Осетия была принята в ConIFA, получив право играть в турнирах этой организации.
Команда дебютировала на чемпионате мира в том же году в шведском Эстерсунде. Команда дебютировала с победы над Дарфуром со счётом 9:0, а 3 июня проиграла команде Падании со счётом 1:3. 4 июня сборная Осетии победила Абхазию по пенальти со счётом 2:0 (счёт не был открыт ни в основное, ни в дополнительное время). В полуфинале 6 июня сборная Графства Ницца разгромила осетин со счётом 3:0, а в игре за 3-е место 8 июня осетины проиграли 1:4 Арамейской Сирии. Артур Елбаев с 9 мячами стал лучшим бомбардиром всего турнира.
В 2015 году сборная Южной Осетии должна была участвовать в первом чемпионате Европы ConIFA в Венгрии, однако под давлением грузинских властей Венгрия не допустила команду к участию в турнире и не выдала игрокам визы, чем вызвала возмущение МИД Южной Осетии. Через два года сборная выступила на чемпионате Европы ConIFA в Турецкой Республике Северный Кипр, дебютировав 5 июня матчем против Абхазии (поражение 1:2). 6 июня осетины проиграли Северному Кипру 0:8. В итоге она заняла 8-е место.
Сборная Южной Осетии получила отказ от ConIFA в участии в чемпионате мира 2018 года, поскольку её рейтинг не позволял её выступить в отборочных турнирах. Однако сборная приняла участие в чемпионате Европы ConIFA 2019 года в Нагорном Карабахе (Арцахе) и одержала победу, переиграв сборную Западной Армении со счётом 1:0, а вратарь осетин отразил пенальти на пятой компенсированной минуте второго тайма.

## Состав
Заявка на чемпионат Европы по футболу 2017 года ConIFA.
Главный тренер:  Сослан Кочиев
| № | Поз. | Игрок               | Дата рождения / возраст | Игры | Голы | Клуб                     |
| - | ---- | ------------------- | ----------------------- | ---- | ---- | ------------------------ |
|   | Вр   | Каземир Бестаев     | 8 ноября 1986           |      |      | Спартак (Цхинвал)        |
|   | Вр   | Мухарбек Бураев     | 29 апреля 1997          |      |      | Анжи                     |
|   | Защ  | Марат Бетеев        | 12 марта 1994           |      |      | Спартак (Цхинвал)        |
|   | Защ  | Эрик Габараев       | 3 декабря 1988          |      |      | Лиахви-Цхинвали          |
|   | Защ  | Джамбулат Габараев  | 23 сентября 1992        |      |      | Спартак (Цхинвал)        |
|   | Защ  | Ахсар Джиоев        | 7 марта 1990            |      |      | Спартак (Цхинвал)        |
|   | Защ  | Сослан Кабулов      | 15 августа 1993         |      |      | ФАЮР                     |
|   | Защ  | Азамат Кокоев       | 28 апреля 1998          |      |      | Краснодар                |
|   | Защ  | Сослан Кочиев       | 17 марта 1987           |      |      | Дружба (Майкоп)          |
|   | Защ  | Алан Каджаев        | 31 января 1992          |      |      | Спартак (Цхинвал)        |
|   | ПЗ   | Хаджи-Мурат Бестаев | 4 марта 1995            |      |      | Спартак (Цхинвал)        |
|   | ПЗ   | Таймураз Гагиев     | 25 декабря 1999         |      |      | Динамо (Санкт-Петербург) |
|   | ПЗ   | Сосланбек Дзагоев   | 12 февраля 1998         |      |      | Динамо (Тбилиси)         |
|   | ПЗ   | Станислав Медеев    | 12 июля 1989            |      |      | Спартак (Цхинвал)        |
|   | Нап  | Михаил Гаглоев      | 1 февраля 1986          |      |      | Спартак (Цхинвал)        |
|   | ПЗ   | Аршен Цаголов       | 10 октября 1996         |      |      | Спартак (Владикавказ)    |
|   | Нап  | Алан Короев         | 19 апреля 1998          |      |      | Коломна                  |
|   | Нап  | Радион Вазагов      | 22 февраля 1999         |      |      | Спартак (Цхинвал)        |
|   | Нап  | Алан Джиоев         | 16 июня 1996            |      |      | Спартак (Цхинвал)        |
|   | Нап  | Сослан Джиоев       | 8 августа 1993          |      |      | Спартак (Владикавказ)    |
|   | Нап  | Сармат Цховребов    | 25 марта 1991           |      |      | Спартак (Цхинвал)        |

## Тренеры
| Тренер        | Годы      | Матчи | Победы | Ничьи | Поражения | Процент побед |
| ------------- | --------- | ----- | ------ | ----- | --------- | ------------- |
| Руслан Пухаев | 2013—2017 | 10    | 1      | 1     | 8         | 10            |
| Итого         | Итого     | 10    | 1      | 1     | 8         | 10            |